# Villa rustica de la Inlăceni
Villa rustica este situată la sud-est de Castrul roman de la Inlăceni din județul Harghita, în punctul numit Culmea lui Istok. 

## Legături exerne
- Roman castra from Romania (includes villae rusticae) - Google Maps / Earth Arhivat în 5 decembrie 2012, la Archive.is